# 八森町
八森町（はちもりまち）は、秋田県の北部に位置し日本海に面していた町。平成18年3月27日より隣接している峰浜村との2町村合併により八峰町となり廃止された。
秋田音頭にも登場する。

## 地理
- 河川:真瀬川

### 隣接していた自治体
- 山本郡：峰浜村、藤里町
- 青森県西津軽郡：深浦町、鰺ヶ沢町

## 歴史
- 1954年（昭和29年）10月1日 山本郡八森村と岩館村が合併して発足。
- 2006年（平成18年）3月27日 - 峰浜村と合併して八峰町が発足し、同日廃止。

## 産業

### 漁業
- 八森漁港
- 岩館漁港

## 地域

### 教育
中学校
八森町立八森中学校
小学校
八森町立八森小学校
八森町立観海小学校
八森町立岩館小学校

## 交通

### 鉄道
- 東日本旅客鉄道
  - 五能線 - 東八森駅 - 八森駅 - 滝ノ間駅 - あきた白神駅 - 岩館駅

### 道路
- 一般国道
  - 国道101号

## 名所・旧跡・観光
- 岩館海水浴場
- 滝ノ間海水浴場
- 山村広場
- 八森いさりび温泉 ハタハタ館
- 湯っこランド（2022年6月30日廃止[1]）
- ぶなっこランド
- お殿水
- はちもり観光市
- クマさん・鉄のモニュメント「楽天速度」

## 出身有名人
- 松尾一彦（オフコース）
- 日沼頼夫 (医学者)
- 山本浩二 (バスケットボール)
- 加賀伝蔵（江戸時代から明治時代のアイヌ語通訳）